# Antonio Álamo Salazar
Antonio Álamo Salazar (Pozaldez, Valladolid, 1 de noviembre de 1921 - Castellanos de Moriscos, Salamanca, 23 de diciembre de 1981) fue un periodista, poeta y escritor español, cronista Oficial de Palencia y de Alba de Tormes (Salamanca) y Académico de número de la Institución Tello Téllez de Meneses desde el 20 de marzo de 1962. También fue director del Diario Palentino - El Día de Palencia de 1977 a 1981.
Graduado en Periodismo en la Escuela Oficial de Periodismo de Madrid. Ingresó en el "Diario Palentino" en 1958, siendo nombrado director en 1977 que lo fue hasta su muerte en 1981. Corresponsal en ABC, en la Agencia Europa Press, y en Radio Nacional de España.

## Libros[3]
- Palencia "stop" : (estampas de las tierras y gentes palentinas).  Palencia: Diario Día. 1975. ISBN 84-400-9445-0
- Tierra para la esperanza : impresionario desde los "Campos góticos". Editorial: Palencia: Imprenta del Sgdo. Corazón Sto. Domingo, 1970
- Noche de Dios, alba del hombre : (Navidad, ese verso).Editorial: Palencia: Rocamador, 1963.
- Alba de Tormes : (villa ducal y teresiana).Edición: 3ª ed. corr. y sel. de Senda Emocional de Alba de Tormes. Editorial: Palencia: Merino Art. Gráf. 1977. ISBN 84-400-3970-0 (4ª Edición, de 1982)
- Palencia artística.Editorial: Palencia: Organizaciones F.V.S.A., 1958.
- Banda municipal de música, Palencia, 1879-1979. Antonio Álamo Salazar, y Jesús Castañón. Editorial: Palencia: Diputación Provincial, 1980.  ISBN 84-500-3618-6

## Artículos
- Perfil en el mundo cordial de Teresa de Jesús: texto del discurso de ingreso como Académico de número.Publicaciones de la Institución Tello Téllez de Meneses,  ISSN 0210-7317, N.º. 22, 1961, págs. 121-144 (Texto completo en Dialnet)
- Antorchas espirituales en la huella de Teresa de Jesús en Palencia : Curso 1962-63.Publicaciones de la Institución Tello Téllez de Meneses,  ISNN 0210-7317, N.º. 23, 1963, págs. 1-18 (Texto completo en Dialnet)
- Contestación por el Académico Numerario D. Antonio Álamo Salazar al discurso del Académico electo Dr. D. César Fernández Ruiz. Publicaciones de la Institución Tello Téllez de Meneses,  ISSN 0210-7317, N.º. 24, 1965, págs. 65-69 (Texto completo en Dialnet)
- Contestación al discurso de Don Ángel Sancho Campo por Antonio Álamo Salazar. Publicaciones de la Institución Tello Téllez de Meneses,  ISSN 0210-7317, N.º. 36, 1975, págs. 275-281 (Texto completo en Dialnet)
- Palencia: II Feria Nacional del Libro. El libro español: revista mensual del Instituto Nacional del Libro Español,  ISSN 0024-273X, N.º. 227, 1976, págs. 451-453

## Galardones y honores
- Calles a su nombre en: Palencia, Alba de Tormes (Salamanca), Laguna de Duero (Valladolid)